# Cosinor
Le Cosinor correspond à la représentation mathématique par une fonction sinusoïdale, obtenue par moindre carrés de valeurs (graphiquement représenté sous la forme de nuages de point) d'une population, d'une variable au cours du temps. À partir de valeurs brutes on obtient ainsi une courbe caractérisée par trois paramètres : la période, l'amplitude et la phase.

## Applications du cosinor
On l'utilise en biologie en particulier dans le domaine de la chronobiologie: par exemple on peut réaliser le cosinor des variations quotidiennes de la température corporelle chez une espèce donnée, les données brutes portant le nom de chronogramme.